# Sportivo Iteño
Club Sportivo Iteño jest paragwajskim klubem z siedzibą w mieście Itá, w dzielnicy Sportivo.

## Osiągnięcia
- Mistrz trzeciej ligi (Primera de Ascenso): 1985

## Historia
Klub założony został 1 czerwca 1924 i gra obecnie w drugiej lidze paragwajskiej (Segunda división paraguaya). W roku 2005 oddano do użytku stadion klubu Estadio Salvador Morga.